# Phidippus princeps
Phidippus princeps es una especie de araña araneomorfa del género Phidippus, familia Salticidae. Fue descrita científicamente por G. W. Peckham & E. G. Peckham en 1883.
Habita en los Estados Unidos y Canadá. Los machos miden de 4,36 a 8,54 mm y las hembras de 6,00 a 11,46 mm.